# Beauvois-en-Vermandois

Beauvois-en-Vermandois este o comună în departamentul Ain, Franța. În 1 ianuarie 2022 avea o populație de 257 de locuitori.